# فرودگاه ریچلند (واشینگتن)
 فرودگاه ریچلند، واشینگتن (به انگلیسی: Richland Airport (Washington)) یک فرودگاه همگانی بهره‌برداری هوایی با کد یاتا RLD است که یک باند فرود آسفالت دارد و طول باند آن ۱۲۲۲ متر است. این فرودگاه در کشور ایالات متحده آمریکا قرار دارد و در ارتفاع ۱۲۰ متری از سطح دریا واقع شده است.